# Кошевський Петро Сидорович
Петро Сидорович Кошевський  (22 серпня 1910, село Дмитрівка, тепер Кропивницького району Кіровоградської області — 11 серпня 1996, Київ, Україна[джерело не вказане 764 дні]) — український радянський діяч, голова Кіровоградського облвиконкому, 2-й секретар Львівського обкому КПУ. Депутат Верховної Ради УРСР 6—8-го скликань. Кандидат у члени ЦК КПУ в 1966—1976 р.

## Біографія
Народився в серпні 1910 року в родині робітника. Трудову діяльність розпочав у 1929 році інструктором Зінов'євської окружної, потім районної спілки скотарів.
Освіта вища. У 1933 році закінчив Київський агроекономічний інститут.
Після закінчення інституту працював агрономом Тульчинської машинно-тракторної станції Вінницької області. У 1934—1935 роках — служба в Червоній армії.
У 1936—1941 роках — агроном, старший агроном, начальник Вінницького обласного зернового управління.
Член ВКП(б) з 1940 року.
У 1941 році — головний агроном виробничо-територіального управління Вінницького обласного земельного відділу.
З червня 1941 року — в Червоній армії (РСЧА). Учасник німецько-радянської війни. Служив начальником маскувальної служби, з вересня 1943 року — командиром роти аеродромного обслуговування — комендантом аеродрому 434-го батальйону аеродромного обслуговування 76-го району авіаційного базування 5-ї Повітряної армії Південного, Північно-Кавказького, Закавказького, 2-го Українського фронтів.
Після демобілізації, у 1945—1952 роках — начальник управління буряківництва Вінницького обласного відділу технічних культур; начальник управління машинно-тракторних станцій (МТС) Вінницького обласного управління сільського господарства.
У 1952—1954 роках — завідувач сільськогосподарського відділу Вінницького обласного комітету КПУ.
19 червня 1954 — 29 вересня 1955 року — секретар Львівського обласного комітету КПУ з питань сільського господарства.
29 вересня 1955 — 11 січня 1958 року — 2-й секретар Львівського обласного комітету КПУ.
11 січня 1958 — 25 травня 1961 року — секретар Львівського обласного комітету КПУ з питань сільського господарства.
У березні 1961 — березні 1962 року — заступник міністра заготівель Української РСР.
У березні 1962 — березні 1965 року — заступник міністра — начальник Головного управління радгоспів Міністерства виробництва і заготівель сільськогосподарських продуктів Української РСР.
До квітня 1965 року — заступник завідувача сільськогосподарського відділу Кіровоградського обласного комітету КПУ.
7 квітня 1965 — травень 1973 року — голова виконавчого комітету Кіровоградської обласної ради депутатів трудящих.
З травня 1973 року — на пенсії. Помер 11 серпня 1996 року в місті Києві[джерело не вказане 764 дні].

## Звання
- лейтенант
- старший лейтенант

## Нагороди
- орден Леніна (26.02.1958)
- орден Вітчизняної війни І ст. (6.04.1985)
- орден Червоного Прапора (22.03.1966)
- два ордени Трудового Червоного Прапора (3.09.1970)
- орден Червоної Зірки (28.10.1944)
- медалі